# Visitador Episcopal anglicano
Visitador Episcopal anglicano é um bispo sufragâneo inglês, também chamado de Bispo vagante (Flying Bishop) responsável pelo cuidado pastoral dos fiéis anglo-católicos em uma Província Eclesiástica Anglicana. Tais fiéis são aqueles que não podem, por questão de consciência, aceitar o ministério sacramental de uma mulher ou de algum clérigo que tenha participado em tais ordenações—indo diretamente contra a doutrina católica que eles aceitam.
De acordo com os atos do Sínodo Geral de 2009, se uma paróquia, por questões de consciência, não pode aceitar uma "sacerdotisa", pode formalmente requerer que nenhuma seja apontada para lá; se o bispo diocesano tiver participado em alguma ordenação do gênero, pode requerer o cuidado pastoral e a cura de almas de outro bispo que não tenha compactuado com tal "ordenação".
Há quatro visitadores episcopais anglicanos na Inglaterra, a saber, os bispos de Ebbsfleet e de Richborough -- Província da Cantuária --, de Fulham—Diocese de Londres—e de Beverley—Província de Iorque.

## Ebbsfleet
Bispo de Ebbsfleet é o bispo sufragâneo do Arcebispo da Cantuária responsável pela cura de almas dos fiéis supracitados que se encontram territorialmente na Província da Cantuária, isto é, ao sul da Inglaterra a começar pelas dioceses de Leicester, Lichfield, Derby e Lincoln no extremo norte da província. Tal posição foi criada em 1994 a fim de prover a supervisão episcopal das paróquias anglo-católicas da Província. O título episcopal tem o nome da vila Ebbsfleet, Kent.

### Lista de Bispos de Ebbsfleet
| Nº | Prelado               | Desde | Até  | Notas                           |
| -- | --------------------- | ----- | ---- | ------------------------------- |
| 1  | John Richards         | 1994  | 1998 |                                 |
| 2  | Michael Houghton, SSC | 1998  | 1999 |                                 |
| 3  | Andrew Burnham, SSC   | 2000  | 2010 | Converteu-se em padre católico. |

## Richborough
Bispo de Richborough é o segundo bispo sufragâneo, em comunhão com o bispo de Ebbsfleet, responsável pela cura de almas dos fiéis anglo-católicos da Província da Cantuária. Tal posição foi criada em 1995 pelo Arcebispo da Cantuária a fim de cuidado pastoral; recebeu o nome do povoado de Richborough no norte de Kent.

### Lista de Bispos de Richborough
| Nº | Prelado           | Desde | Até  | Notas                                     |
| -- | ----------------- | ----- | ---- | ----------------------------------------- |
| 1  | Edwin Barnes, SSC | 1995  | 2002 | Converteu-se em padre católico.           |
| 2  | Keith Newton, SSC | 2002  | 2010 | Primeiro Ordinário Católico ex-Anglicano. |

## Fulham
Bispo de Fulham é o bispo sufragâneo do Bispo de Londres responsável pela cura de almas dos fiéis que não aceitam de boa consciência a ordenação feminina e que se encontram nas dioceses anglicanas de Londres, Southwark e Rochester na província da Cantuária. Até 1980, era o título do bispo responsável pelas igrejas anglicanas da Europa Central e do Norte, atualmente sob a jurisdição do bispo de Gibraltar; o título foi transferido, em 1982, para o recém-instituído visitador episcopal. O título tem o nome de uma área a sudoeste de Londres, onde se situa o antigo Palácio Epsicopal de Londres.

### Lista de Bispos de Fulham (enquanto bisposvagantes)
| Nº | Prelado              | Desde | Até  | Notas                              |
| -- | -------------------- | ----- | ---- | ---------------------------------- |
| 1  | Brian Masters        | 1982  | 1985 | Transferido para a Sé de Edmonton. |
| 2  | John Klyberg         | 1985  | 1996 | Converteu-se ao Catolicismo.       |
| 3  | John Broadhurst, SSC | 1996  | 2010 | Converteu-se em padre católico.    |

## Beverley
Bispo de Beverley é o bispo sufragâneo do bispo de Iorque responsável pela cura de almas dos fiéis tradicionais da Província de Iorque. Originalmente, o bispo de Beverley era bispo auxiliar de Iorque, mas tal posição acabou em 1923. Em 1994, dada a necessidade e a conveniência de um visitador episcopal na Província de Iorque, o título foi reavivado. O título tem o nome do distrito de Beverley, no East Riding of Yorkshire.

### Lista de Bispos de Beverley (enquanto bisposvagantes)
| Nº | Prelado                     | Desde | Até      | Notas                            |
| -- | --------------------------- | ----- | -------- | -------------------------------- |
| 1  | John Scott Gaisford, SSC    | 1994  | 2000     |                                  |
| 2  | Martyn William Jarrett, SSC | 2000  | presente | Anteriormente, bispo de Burnley. |